# Bajorország történelme

## A törzsi hercegség időszaka a kora középkorban
A bajor nép (régi germán forrásokban bajuwaren) eredete ismeretlen, azonban 550-ből származó írásos források beszámolói szerint abban az időszakban a „svábok országának” (Sueben) keleti szomszédai a bajorok (baiwaren) voltak. Nevük eredete feltehetőleg a baiahemi emberek („Leute aus Baiahem”), azaz a Bohémiából származó emberek elnevezésre vezethető vissza. Herwig Wolfram vélekedése szerint – mely elmélet a mai napig a legelfogadottabb – a bajorok valójában a markomann nép egyik törzse lehettek, akik a mai Bajorország területére érkezve keveredtek az ott élő más germán népcsoportokkal.
A titokzatos nép vándorlása során azonban hátrahagyta földrajzi lábnyomát, mely jól követhető a tipikusan bajornak tartott -ing, -ham, -kam, -stetten, -hausen, valamint -hofen végződésű helységneveken.
A bajor területek felett kb. 550 és 788 között az Agilolfing család uralkodott. Miután Nagy Theodorik Keleti Gót Királysága nem garantálta tovább a bajorok háborítatlanságát, a család nyugat felé nézett új szövetségesért, amelyet a Merovingok vezette Frank Birodalomban találtak meg.
A szövetséget Waldarada lombard hercegnő és I. Garibald bajor herceg házassága pecsételte meg. Utódjuk, Theudelinde hercegnő házassága révén a szövetség kiszélesedett a lombard területek irányába is, és a hercegnő Itália királynője lett.
Ez a házasodási rendszer jól illusztrálja a bajor uralkodócsalád törekvését országuk fenntartására a két nagy királyság, a frankok és a longobárdok nagy hatalmú országai között, nem beszélve a szlávok és avarok hol barátságos, hogy ellenséges viszonyáról.
A Bajor Törzsi Hercegség (Stammesherzogtum) ekkori területe magában foglalta a mai Ausztria nagy részét, valamint Tirolt, és az Aguntum (a mai Dölsach, Lienz közelében) mellett az avarok és szlávok felett 610-ben aratott győzelem után a mai Karintia területét is.
Már a Meroving I. Dagobert frank király is laza függőségbe kényszerítette a bajorokat. Az uralkodó parancsára mészároltak le 630-ban kilencezer bolgár-török menekültet Felső-Ausztriában.
A frankok birodalmának közvetítésével érkezett a kereszténység is a bajor területekre. I. Theodo bajor herceg is azon volt, hogy felvetesse országával a kereszténységet, ezért meghívta Szent Emmerám püspököt Regensburgba. A papot azonban 652-ben a herceg fia, Lantpert ölte meg féltékenységből.
Bajorország elismert térítője Salzburgi Szent Rupert volt, akinek a herceg odaajándékozta Salzburgot és környékét. Ezen a területen ekkoriban élt egy kis római csoport, akik a nagy népvándorlás utolsó túlélői voltak a vidéken, ezért itt célravezetőbb volt missziós központot kialakítani, mint a felületesen keresztény bajorok között.
Alig fél évszázaddal később azonban a bajorok életében olyan mély gyökeret vert a kereszténység, hogy a keleti szlávokat a bajor területekről kiindulva tudták téríteni.
A Merovingok birodalmának gyengülésével Bajorország rövid időre új erőre kaphatott, mígnem a frankok birodalmában az erős kezű Martell „Kalapács” Károly került hatalomra, akit hamarosan választott felesége révén családi kapcsolatok kötöttek Bajorországhoz.
Nagy Károly, a frankok új királya uralmának kezdete virágzást hozott a bajor területeknek. Károly olyan szabadságjogokat garantált a bajor hercegnek, melyek a társadalmi élet virágzását hozták. Ezzel kapcsolatban számos kolostort alapítottak, felújították a Salzburgi Érsekséget, valamint egy eredményes hadjáratot vezettek a Karintiában élő szlovének ellen. 722-re befejeződött Bajorországban a kereszténység felvétele, melyet Karintia bajor kolonizációja követett.
Időközben azonban Károly király is halmozta a sikereket. A baszkok, szászok és a longobárdok feletti győzelmei után a bajorok kerültek sorra. Egy váratlan támadás után III. Tasziló bajor herceg felújította hűbéresküjét a frank uralkodó felé 781-ben, Wormsban. Esküjét azonban megszegve az itáliai longobárdokban keresett szövetségest Károly ellen, mely tettével a frank uralkodó haragját vívta ki. Később Taszilót felségárulással vádolták, és Károly parancsára le kellett mondania uralkodói posztjáról. Tasziló fiát, Theodót arra kényszerítették, hogy apjával együtt szerzetesi életet folytasson, ezzel véget is ért az Agilolfing család uralkodása a bajorok felett.
Az uralkodócsalád elmozdítása után Nagy Károlynak lehetősége volt hatalmát tovább növelni, és az avarokat hatalmának alárendelni, akik seregét az új uralkodó, Ottachar gróf az ybbsfeldi csatában le is győzte. Az avar területek meghódítása után Bajorországot is újjászervezték. Az országot két részre osztották. A nyugati területek, Baioaria központja Regensburg lett, míg a keleti területek, a plaga orientalis magában foglalta a meghódított pannóniai területeket is.
A bajorok földjét a morvák birodalmának 9. századi megerősödésével újabb veszély fenyegette. A helyzetet súlyosbította a bajor nemességen belül tomboló ellentét is. A szláv herceg, Szvatopluk (Zwentibald) seregei hamarosan végigtombolták a Duna folyása menti alsó-ausztriai területeket. Az ellentétek alig csillapodtak, amikor keletről újabb veszély ütötte fel a fejét. 881-ben jelentek meg Wenia (Bécs) magasságában a támadó magyarok. A bajor nemesség az új támadásokkal szemben nem volt képes közösen fellépni, és a morvákkal való szövetség ötlete is későn merült fel. 907. július 4-én Pressburg (a mai Pozsony) vára mellett a bajor Luitpold vezette seregek a pozsonyi csatában megsemmisítő csapást szenvedtek a támadó magyaroktól. Felső-Pannónia ezzel végleg el is veszett a bajorok kezéből. A németek országának határai visszahúzódtak az Enns folyóig, melyet Gonosz Arnulf bár kitartóan védett, a magyarok ellen azonban tehetetlen maradt. Arnulf pozíciója ennek ellenére megerősödött Bajorországban, olyannyira, hogy figyelmen kívül hagyhatta I. Konrád német király rendelkezéseit. Arnulf csupán később ismerte el I. Henrik német király hatalmát, azonban csak számos előjog garantálása fejében Bajorország számára.
A magyarok mindig az egyik vagy másik bajor/francia/itáliai gróf/herceg/király hívására szövetségesként jöttek, ekként kalandoztak és raboltak az aktuális ellenség földjén.
955-ben is a császár fia hívta őket segítségül, majd aljasan ellenük fordult az apjával együtt.
A magyarok nem azért nem folytattak hadjáratokat azután nyugatra, mert olyan súlyos volt a katonai vereség, hanem mert elvesztették a bizalmat a hitszegő germán uracskákban. Pár évvel később Bizáncot ostromolták.